# More Than Alive
More Than Alive är det tredje studioalbumet av den svenska pop/dancegruppen Da Buzz, utgivet i maj 2003 på Bonnier Music. Albumet nådde som bäst andra plats i Sverige.
"Stop, Look, Listen" var Da Buzz bidrag i Melodifestivalen 2003.
Den 9 december 2003 hade albumet uppnått svensk guldcertifiering med 20 000 sålda exemplar.

## Låtlista
| Nr  | Titel                                             | Kompositör                                 | Producent                       | Längd |
| --- | ------------------------------------------------- | ------------------------------------------ | ------------------------------- | ----- |
| 1.  | Alive                                             | Per Lidén                                  | Deelay, The Mighty Thief        | 3:26  |
| 2.  | Tonight Is the Night                              | Lidén, Pier Schmid                         | Hitvision                       | 3:25  |
| 3.  | Wanna Love You Forever                            | Lidén                                      | Håkan Fredriksson, Stefan Åberg | 3:38  |
| 4.  | Can You Feel the Same Way Too                     | Lidén                                      | Hitvision                       | 3:57  |
| 5.  | Cause I Need Your Love                            | Schmid                                     | Fredriksson, Åberg              | 3:03  |
| 6.  | Stop, Look, Listen                                | U. Robertsson, J. Udd, P. Boström, P. Lönn | Deelay, The Mighty Thief        | 3:01  |
| 7.  | Heaven                                            | Lidén                                      | Fredriksson, Åberg              | 3:18  |
| 8.  | I'll Give You All the Love                        | Lidén, Schmid                              | Deelay                          | 3:27  |
| 9.  | You and I                                         | Schmid                                     | Fredriksson                     | 3:09  |
| 10. | Fantasy                                           | Schmid                                     | Fredriksson                     | 3:40  |
| 11. | Don't Ever Say Goodbye                            | Lidén                                      | Deelay, Andreas Romdhane        | 3:34  |
| 12. | Wonder Where You Are (Remix - Rob&Raz Radio Edit) | Lidén                                      |                                 | 4:03  |

| 12. | Alive (Extended)     | 3:49 |
| 13. | Alive (C&N Club Mix) | 5:13 |

## Medverkande
| Da Buzz - Per Lidén – bakgrundssång, bas (8), låtskrivare, exekutiv producent - Pier Schmid – bakgrundssång, låtskrivare, exekutiv producent - Annika Thörnquist – sång Produktion - Jennie Eiserman – omslag - Björn Engelmann – mastering - Jens Jansson – fotografi - Mårten Levin – fotografi - Alar Suurna – ljudmix (2, 4) | Ytterligare musiker - Pelle Ankarberg – bakgrundssång (3) - Henrik Andersson – bakgrundssång (7) - Mikael Dahlqvist – gitarr (7) - Hitvision – keyboard (2, 4), programmering (2, 4) - Fredrik Hult – gitarr (3, 5, 7, 9) - Agnetha Kjörsvik – bakgrundssång (2, 4, 5, 7, 9, 10) - Harry Kjörsvik – gitarr (8, 10), bas (10), keyboardarrangemang (8, 10), ytterligare keyboard (9), arrangemang (11) - Tomas Lindberg – bas (2, 6) - M Deephouse – bakgrundssång (1) - Marcus Nowak – trummor (7), trumprogrammering (8-10) - Anders Pirinen – bas (7, 9) - Anne T. Takle – bakgrundssång (3) - Esbjörn Öhrwall – gitarr (1, 2, 4, 6, 11) |

Medverkande är hämtade från Dicogs.

## Listplaceringar
| Lista (2003)                | Högsta position |
| --------------------------- | --------------- |
| Sverige (Sverigetopplistan) | 2               |